# 松前藩
松前藩（日语：／ Matsumae han */?）为日本江户时代渡岛国津輕郡（現在的北海道松前郡）曾经存在的藩。居城为松前福山城，因此該藩也被稱為福山藩。藩主在江户时代是松前氏。后藩主在同一地修筑了松前福山城。遂以居城之名称之为福山藩。庆应4年，居城移至領内檜山郡厚沢部町的館城，因此明治时期称为館藩。家格为外样大名1万石，幕末升为3万石。

## 藩史
从室町时代中期开始，便不断有日本人在北海道南部进行殖民活动。松前藩的先祖松前庆广即其中一位。后来松前氏在与阿伊努人的战争中不断取得优势，并取得在北海道南部的立足点。
進入明治時代以後，該藩被改名為館藩。1871年廢藩置縣，7月14日以其舊領設置館縣。同年9月館縣被廢除，與道外的黑石縣、斗南縣、七戶縣、八戶縣一起併入弘前縣（後來弘前縣改名青森縣）。1872年之後，該地區改隸開拓使，成為北海道領地的一部分。

## 藩領
- 渡島國
  - 爾志郡
  - 檜山郡
  - 福島郡
  - 津輕郡

- 岩代國
  - 伊達郡10村

- 羽前國
  - 村山郡39村

另外，蝦夷地（今北海道，但不包括北海道南部的渡島半島）在江戶幕府認可下由松前藩管治，擁有對蝦夷地的支配權及貿易權。但東蝦夷地（北海道沿太平洋一側及千島群島）、西蝦夷地（北海道沿日本海一側及庫頁島）先後被幕府收為天領（東蝦夷地在1799年、西蝦夷地在1807年），不過在1821年整個蝦夷地重歸松前藩管治，但在1855年重新成為幕府天領。

## 历代藩主

### 松前家
外样大名 - 客臣格→旗本格→1万石格→3万石格
| 代 | 氏名          | 假名                  | 官位@官職            | 在任期间                            | 系谱&备注                |
| -- | ------------- | --------------------- | -------------------- | ----------------------------------- | ------------------------ |
| 1  | 庆广          | よしひろ              | 从五位下 伊豆守      | - 元和2年 - 1616年                  | 蛎崎季广三子             |
| 2  | 公广          | きんひろ              | 从五位下 志摩守      | 元和3年 - 宽永18年 1617年 - 1641年  | 松前盛广长子             |
| 3  | 氏广          | うじひろ              | 無                   | 宽永18年 - 庆安元年 1641年 - 1648年 | 前任次子                 |
| 4  | 高广          | たかひろ              | 無                   | 庆安元年 - 寬文5年 1648年 - 1665年  | 前任长子                 |
| 5  | 矩广          | のりひろ              | 从五位下 志摩守      | 宽文5年 - 享保5年 1665年 - 1720年   | 前任长子                 |
| 6  | 邦广          | くにひろ              | 从五位下 志摩守      | 享保6年 - 宽保3年 1721年 - 1743年   | 旗本松前本广第六子       |
| 7  | 資广          | すけひろ              | 从五位下 若狭守      | 宽保3年 - 明和2年 1743年 - 1765年   | 前任长子                 |
| 8  | 道广          | みちひろ              | 从五位下 志摩守      | 明和2年 - 宽政4年 1765年 - 1792年   | 前任长子                 |
| 9  | 章广          | あきひろ              | 从五位下 若狭守      | 宽政4年 - 文化4年 1792年 - 1807年   | 前任长子 陸奥梁川藩移封  |
| -  | 章广          | あきひろ              | 从五位下 若狭守      | 文政4年 - 天保4年 1821年 - 1833年   |                          |
| 10 | 良广          | よしひろ              | 無                   | 天保5年 - 天保10年 1834年 - 1839年  | 松前章广长子             |
| 11 | 昌广          | まさひろ              | 从五位下 志摩守      | 天保10年 - 嘉永2年 1839年 - 1849年  | 前任之弟                 |
| 12 | 崇广          | たかひろ              | 从四位下 伊豆守 老中 | 嘉永2年 - 庆应元年 1849年 - 1865年  | 前任之弟 第9代章广第六子 |
| 13 | 德广          | のりひろ              | 从五位下 志摩守      | 庆应2年 - 明治元年 1866年 - 1868年  | 前任之甥 第11代昌广长子  |
| 14 | 兼广 （修广） | かねひろ （ながひろ） | 从五位               | 明治2年 - 明治4年 1869年 - 1871年   | 前任长子                 |

## 居城

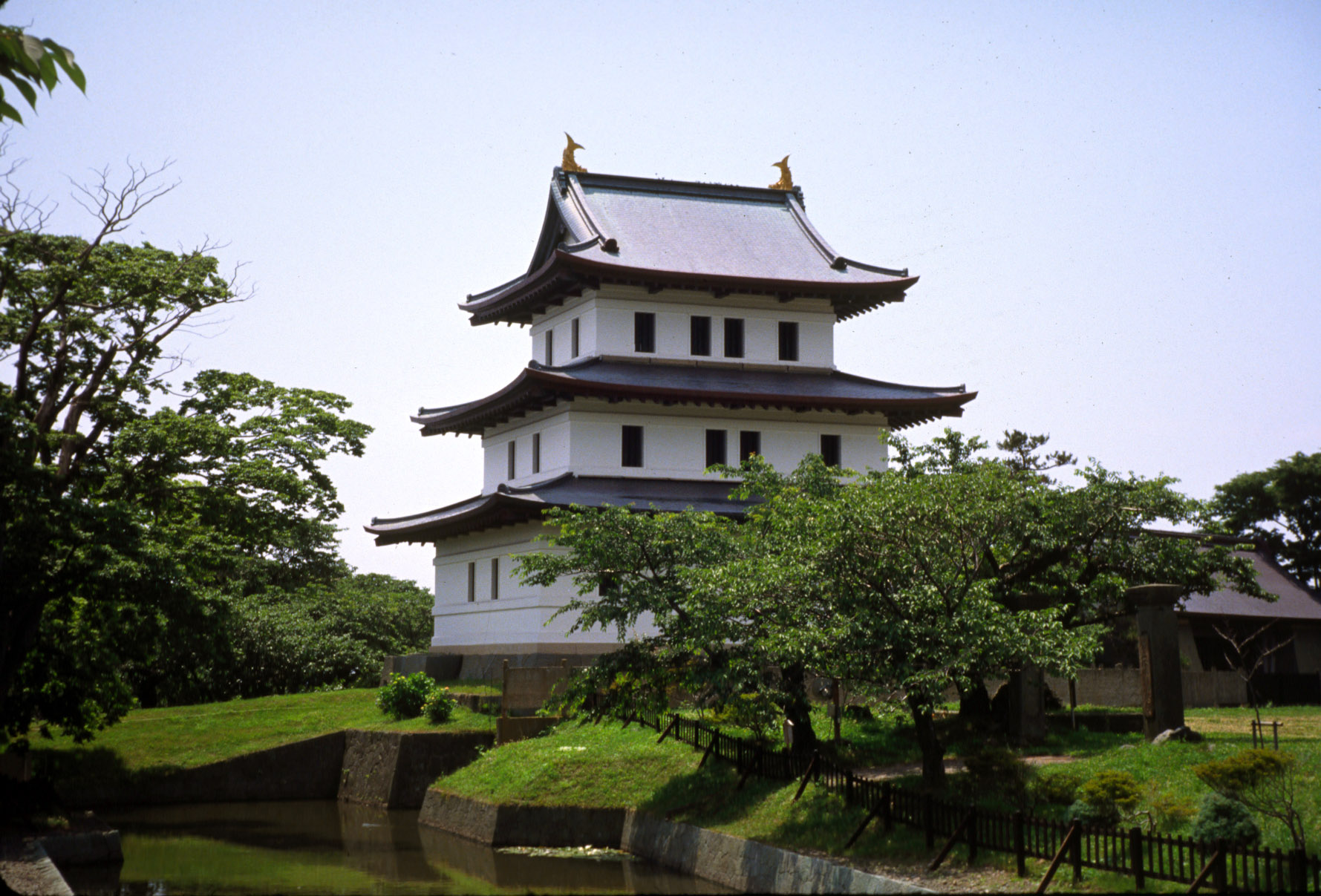
松前藩藩廳——松前城

- 福山館
- 松前城
- 館城